# كلوستريديوم موجب الإستر
كلوستريديوم إسترثيتيكام أو كلوستريديوم موجب الإستر أو كلوستريديوم منتج للإستر هي بكتيريا موجبة غرام لاهوائية، محبة للبرودة، متحركة. Cl. estertheticum تتكاثر بواسطة التبوغ.

## قراءة إضافية
Brightwell، Gale؛ Clemens، Robyn (ديسمبر 2012). "Development and validation of a real-time PCR assay specific for Clostridium estertheticum and C. estertheticum-like psychrotolerant bacteria". Meat Science. ج. 92 ع. 4: 697–703. DOI:10.1016/j.meatsci.2012.06.025.

## روابط خارجية
- (بالfr+en) مرجع موسوعة الحياة (EOL) : كلوستريديوم موجب الإستر
- Type strain of Clostridium estertheticum at BacDive - the Bacterial Diversity Metadatabase